# Chinese Volleyball League 1999-2000 (femminile)
La Chinese Volleyball League 1999-2000 si è svolta dal 1999 al 2000: al torneo hanno partecipato 12 squadre di club cinesi e la vittoria finale è andata per la quarta volta consecutiva allo Shanghai.

## Squadre partecipanti
| - Bayi - Beijing - Fujian - Jiangsu - Liaoning - Nanjing | - Shandong - Shanghai - Sichuan - Tianjin - Yunnan - Zhejiang |

## Premi individuali[1]
| Premio                 | Giocatrice  | Squadra  |
| ---------------------- | ----------- | -------- |
| Miglior attaccante     | Dong Lingou | Bayi     |
| Miglior muro           | Chen Jing   | Sichuan  |
| Miglior servizio       | Bai Yun     | Bayi     |
| Miglior ricevitrice    | Zhang Na    | Tianjin  |
| Miglior difesa         | Yang Jie    | Tianjin  |
| Miglior palleggiatrice | Zhu Yunying | Shanghai |
| Miglior allenatore     | Cai Bin     | Shanghai |

## Classifica finale[1]
| Pos | Squadra  | Verdetto                |
| --- | -------- | ----------------------- |
| 1   | Shanghai | Alla Coppa AVC per club |
| 2   | Jiangsu  |                         |
| 3   | Bayi     |                         |
| 4   | Liaoning |                         |
| 5   | Zhejiang |                         |
| 6   | Beijing  |                         |
| 7   | Nanjing  |                         |
| 8   | Yunnan   |                         |
| 9   | Tianjin  |                         |
| 10  | Sichuan  |                         |
| 11  | Fujian   |                         |
| 12  | Shandong |                         |